# Hertig av Westminster
Hertig av Westminster (engelska: Duke of Westminster) är en brittisk pärsvärdighet som ärvs i primogenitur inom släkten Grosvenor. De erhöll titeln från den brittiska monarken 1874 och det är den senaste förläningen av en hertigtitel i Storbritannien till någon som inte tillhör kungafamiljen.
Innan dess var familjens högsta titel från 1831 markis av Westminster. Familjens ansenliga förmögenhet kommer från fastighetsinnehav i centrala London genom Grosvenor Group.

## Bakgrund
Släkten Grosvenor kan spåras till 1100-talet, men den vida spridda tradition, som härleder dess ursprung från en Gilbert Grosvenor, vilken skulle ha varit nära släkt med Hugh Lupus, earl av Chester, en av Vilhelm Erövrarens mest frejdade normandiska följeslagare, har befunnits obevisad och osannolik.
Mycket omtalad inom engelsk genealogi är sir Robert Grosvenor. Släkten har århundraden igenom haft gods och stort lokalt inflytande i Cheshire, som ofta av yngre släktmedlemmar representerats i underhuset. Genom en rad giftermålsförbindelser har släkten Grosvenor samlat stor förmögenhet, vilken ytterligare ökats genom det stora värde dess jordområden vid Westminster fått genom Londons utvidgning dit. Släktens Londonpalats hette Grosvenor House.

## Pärer

### Lista övermarkiserav Westminster
- Robert Grosvenor, 1:e markis av Westminster
- Richard Grosvenor, 2:e markis av Westminster

### Lista överhertigarav Westminster
- Hugh Lupus Grosvenor, 1:e hertig av Westminster
- Hugh Grosvenor, 2:e hertig av Westminster
- William Grosvenor, 3:e hertig av Westminster
- Gerald Grosvenor, 4:e hertig av Westminster
- Robert Grosvenor, 5:e hertig av Westminster
- Gerald Cavendish Grosvenor, 6:e hertig av Westminster
- Hugh Richard Louis Grosvenor, 7:e hertig av Westminster